# Ford Model T
Ford Model T (cunoscut și ca Tin Lizzie sau Flivver) a fost un  automobil produs de Henry Ford la Ford Motor Company între 1908 și 1927.  Modelul T  a fost acela care a revoluționat istoria automobilului, anul 1908 fiind anul în care automobilul a devenit accesibil publicului larg. Producția lui Model T a început la 27 septembrie, 1908, la fabrica Piquette  în Detroit, Michigan.
Ford Motor Company a produs mai multe tipuri de automobile de la fondarea sa în 1903 și până la apariția lui Model T. S-a produs mai întâi Model A și s-au făcut încă 19 prototipuri (de la A la T). Unele s-au și produs, precum Ford Model S , care era o versiune îmbunătățită a modelului popular la acea dată, Model N. Următorul model produs după Model T a fost Ford Model A și nu Model U cum ar fi fost de așteptat. Compania a anunțat public faptul că, deoarece noua mașină este mult performantă față de seria veche, Henry Ford a dorit să înceapă din nou cu litera A. A profitat de această situație un competitor, Chrysler Corporation, care a numit prima mașină Plymouth (1928), Model U.
Ford Model T  a fost numit automobilul care a influențat lumea.  Henry Ford a spus despre Model T:

I will build a car for the great multitude. It will be large enough for the family, but small enough for the individual to run and care for. It will be constructed of the best materials, by the best men to be hired, after the simplest designs that modern engineering can devise. But it will be low in price that no man making a good salary will be unable to own one-and enjoy with his family the blessing of hours of pleasure in God's great open spaces.

## Caracteristici tehnice

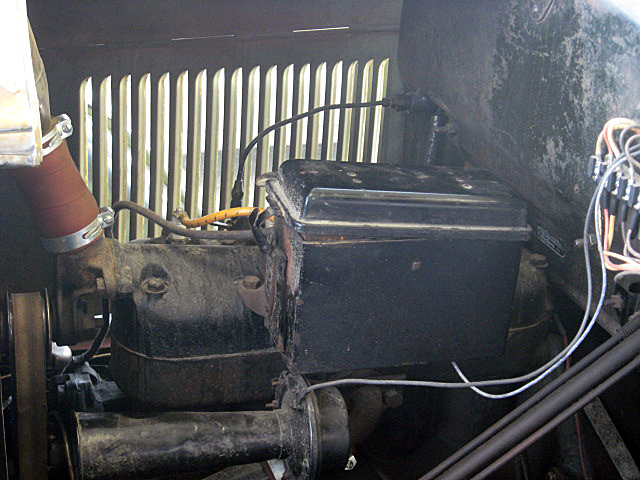
Motorul lui Model T, 1926

Modelul T a fost dotat cu un motor pe față. Motorul avea 2.9 litri și 4 cilindri.
Asezarea cilindrilor în același bloc a fost una revoluționară, ea s-a păstrat și astazi.
Motorul producea 20 de cai-putere și o viteză maximă de 64–72 km/h. Consumul de 11.1 - 18.7 litri la 100 km este unul remarcabil chiar și în zilele noastre.
Motorul funcționa și cu gazolină sau etanol.
Modelul T a fost un model cu transmisie pe spate cu cutie cu trei viteze din  care una este pentru mers înapoi.

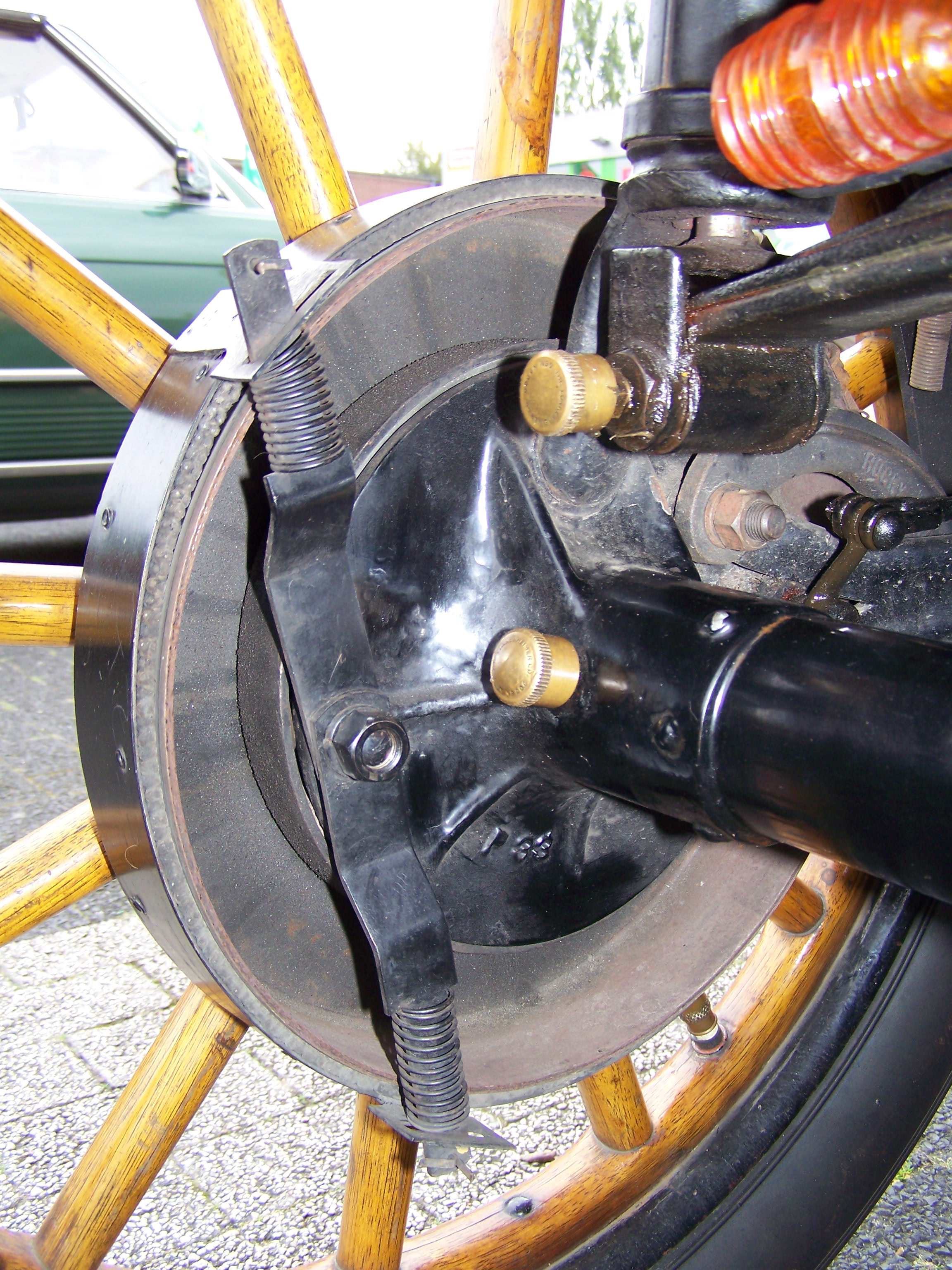
Suspensia la Ford Model T

## Design

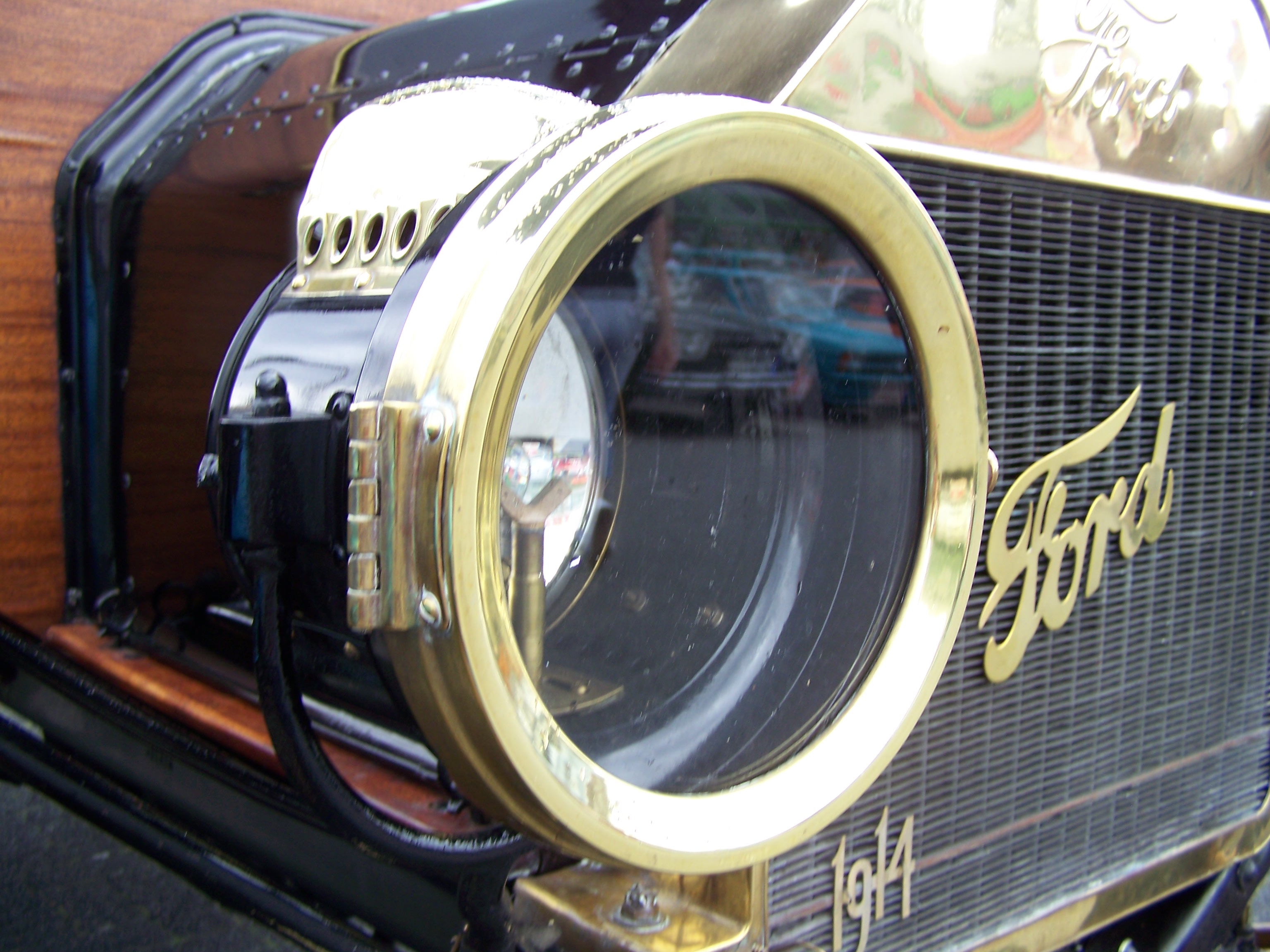
Farurile la Model T, 1914

Au fost foarte puține schimbări de design în viața acestui model de automobil: primul model avea radiatorul, evacuarea și farurile aparente. Portierele de la șofer și pasagerul din față lipseu de asemenea. După 1911, nu au mai existat mașini fără portierele din față. Dupa 1915 au fost introduse și modele sedan, coupé. Hentry Ford a conceput și alte caroserii pentru Model TT. Farurile au fost la început cu acetilenă iar mai apoi se puteau pune și faruri electrice.
Modelul T a folosit în premieră tehnologii foarte avansate precum folosirea oțelului cu vanadiu pentru o mai bună duritate. Aceasta a permis componentelor lui Model T chiar să funcționeze chiar și după  80 de ani de la fabricație!

### Culori

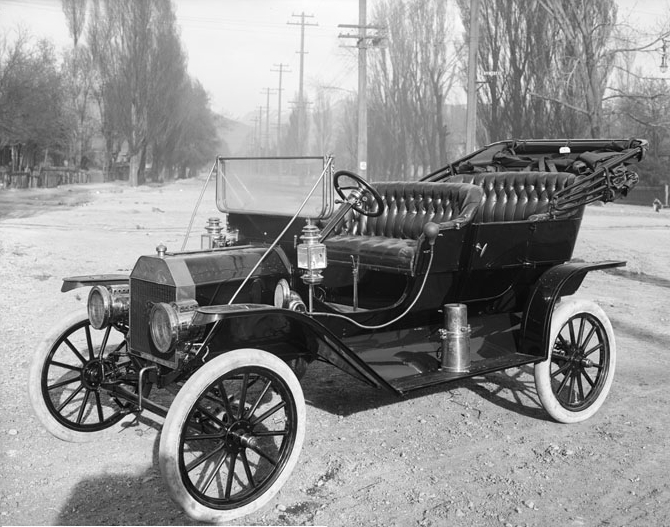
Model T, 1910, negru

Henry Ford a fost cunoscut pentru fraza: 

Orice client poate avea o mașină în culoarea preferată dacă aceasta este negru. (Any customer can have a car painted any color that he wants so long as it is black.)

Modelele T au fost produse în diferite culori (peste 30) între 1908 și 1914, apoi din nou între 1926 și 1927. Henry Ford a ales culoarea neagră ca și culoare de bază deoarece se usca mai repede la vopsit decât alte culori disponibile la vremea aceea, era mai durabilă și mai ieftină. Aceasta i-a permis reducerea timpului de producție.

## Producția

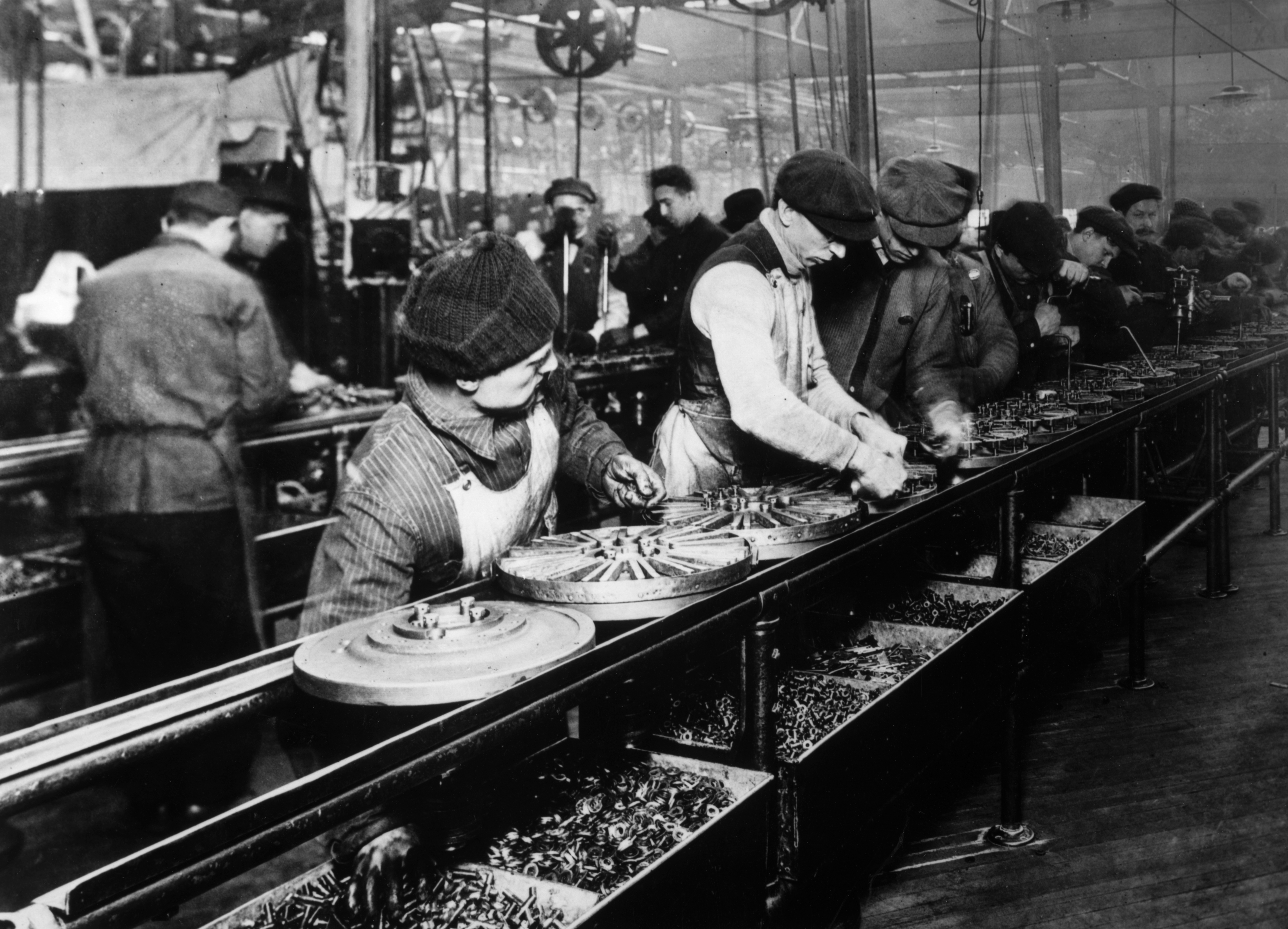
Linia de asamblare Ford, 1913

Producția totală a lui Model T a fost de 15.007.034 de bucăți (în 19 ani).
Producția lui Model T a început la fabrica Piquette în data de  27 septembrie, 1908. Peter E. Martin a fost directorul de producție, Charles E. Sorensen a fost secretarul lui Martin și responsabilul cu dezvoltarea producției. În prima lună au fost produse 11 mașini.
În 1910, Ford Motor Company avea următoarea echipă de management: Peter E. Martin, director general; Charles E. Sorensen, Martin's director de producție; C. Harold Wills, Clarence W. Avery și Charles Lewis

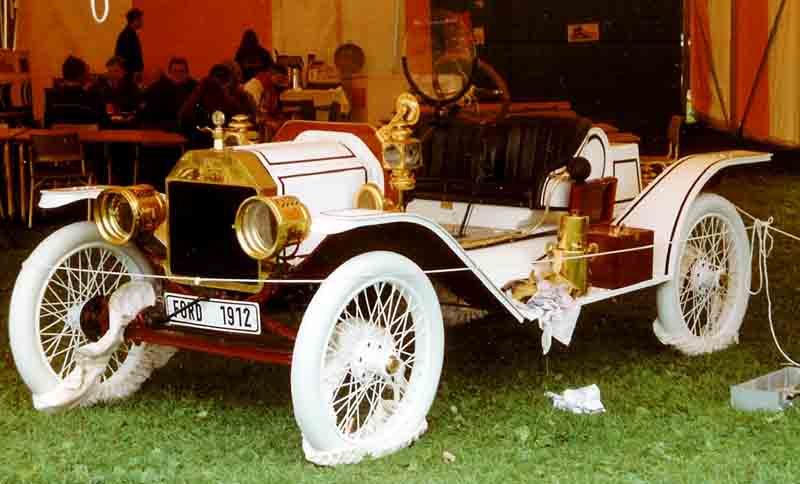
Model T, Speedster, 1912

În 1914, se producea o mașină la 93 de minute. În acel an Ford Motor Company a produs mai multe mașini decât toți ceilalți producători la un loc.
Modelul T a fost un mare succes comercial. Atunci cand  Model T a ajuns la 10 milioane de exemplare, 9 din 10 mașini din lume aveau marca Ford. De fapt a fost un succes atât mare încât Ford nu a cumpărat nici un fel de publicitate între anii 1917 și 1923.
Ford Model T a fost primul model de automobil asamblat în mai multe țări simultan: Canada și  Anglia din 1911,  Germania și Argentina din 1925.  Mai apoi a fost produs și în: Franța, Spania, Danemarca, Belgia, Brazilia, Mexic și Japonia.

## Publicitate și marketing. Livrarea
Ford a făcut o publicitate masivă în Detroit. Toate ziarele au scris despre noul produs. Rețeaua de vânzători a lui Ford, a prezentat mașina în toate marile orașe din țară. Alți afaceriști au înființat cluburi de automobilism. Ford a văndut mașina chiar și fermierilor din zonele rurale.
În permanentă căutare de noi procedee de creștere a eficienței fabricii sale, Ford a introdus în 1913 liniile de fabricație pe componente ("banda de lucru"). Această idee revoluționară este împărțită între Henry Ford și colaboratorii săi Clarence Avery, Peter E. Martin, Charles E. Sorensen, și C. Harold Wills.
Vânzările au depașit 250.000  de bucăți în 1914 la un preț în scădere între 890USD și 450USD. Din 1916, prețul a coborât la 360USD iar vânzările au atins 472.000 de bucăți.
Din 1918, jumătate din mașinile din America erau Model T.